# Tsuchiya Masatsugu
Tsuchiya Masatsugu (土屋昌次?   1544 - 9 de julio de 1575) fue un sirviente del clan Takeda durante el período Sencocoku de la historia de Japón.
Con la muerte de Kanamaru Torayoshi, padre legítimo de Masatsugu, comenzó a servir bajo el mando de Takeda Shingen con tal fervor que incluso fue considerado como uno de los famosos Veinticuatro Generales de Takeda Shingen. Masatsugu participó activamente en todas las batallas de su maestro, siendo notable su actuación durante la Cuarta Batalla de Kawanakajima de 1561, donde fungió como comandante de la unidad de caballería que hizo tan famoso al clan Takeda. Con la muerte de Shingen en 1573, Masatsugu consideró terminar con su vida al perder a su maestro, pero Kōsaka Masanobu lo convenció de seguir peleando para los Takeda.
Durante la Batalla de Nagashino de 1575, Masatsugu fungió como uno de los principales comandantes de la caballería, donde se enfrentaron a los arcabuceros de Oda Nobunaga. Masatsugu junto con otros grandes generales y numerosos elementos de sus tropas perdieron la vida en este enfrentamiento, el cual es considerado como un parte aguas en los métodos de guerra en Japón con el incremento en el uso de armas de fuego.
Aunque Masatsugu tuvo tres hijos, todos perdieron la vida durante la invasión a la Provincia de Kai de 1582, con lo cual el linaje se perdió.